# Katholieke Universiteit Leuven Technologiecampus Gent
KU Leuven Technologiecampus Gent is een universiteitscampus van de KU Leuven in Gent voor onderwijs en onderzoek. Deze campus werkt nauw samen met de Campus Sint-Lucas Gent, Campus Brugge en Campus Kulak Kortrijk en zetten bepalen samen de koers van de katholieke universitaire technologieopleidingen in Oost en West-Vlaanderen.

## Geschiedenis
In de jaren negentig ontstond de Katholieke Hogeschool Sint-Lieven (KaHo) uit een fusie van acht hogescholen en was actief in meerdere steden waaronder in Aalst op de ‘Campus Dirk Martens’ in Gent op de 'Campus Rabot' in de Gebroeders De Smetstraat.
In oktober 2013 werd KaHo gesplitst waarbij de professionele bacheloropleidingen werden ingericht door de nieuwe hogeschool Odisee en de KU Leuven instond voor de academische opleiding (= industrieel ingenieur). Hoger vermelde campussen werden herdoopt tot KU Leuven Campus Aalst en KU Leuven Technologiecampus Gent (waar Odisee en KU Leuven de voormalige campusgebouwen delen).

## Opleidingen
De opleidingen van KU Leuven Technologiecampus Gent vallen onder de Faculteit Industriële Ingenieurswetenschappen. Op de campus te Gent kunnen volgende opleidingen worden gevolgd:
- Academische bachelor in de industriële wetenschappen (=industrieel ingenieur): bouwkunde, chemie, elektromechanica en elektronica-ICT
- Schakelprogramma: Master in de industriële wetenschappen (=industrieel ingenieur): biochemie, bouwkunde, chemie, elektromechanica, elektronica-ICT en energie
- Master in de industriële wetenschappen (=industrieel ingenieur): biochemie, bouwkunde, chemie, elektromechanica, elektronica-ICT en energie (het schakel- en mastertraject tot industrieel ingenieur kan ook via hoger afstandsonderwijs (HAO) gevolgd worden.)
- Master of Science in Civil Engineering Technology
- Erasmus Mundus European Master of Food Science, Technology and Business
- Postgraduaat innoverend ondernemen voor ingenieurs: FLACRA (studententeam op de campus)
- Postgraduaat Research Valorisation in Engineering Technology
- Specifieke lerarenopleiding Engineering & technologie
- Permanente vorming

## Onderzoek
De 14 onderzoeksgroepen van KU Leuven Technologiecampus Gent voeden het onderwijs en garanderen een sterke link met het bedrijfsleven:
- Duurzaam bouwen (DUBO)
- Bouwmechanica en Bouwmaterialen
- Geomatica-landmeten
- Laboratorium voor Aroma & Flavour Technologie
- Enzym-, Fermentatie- en Brouwerijtechnologie (EFBT)
- Technologie en Kwaliteit van Dierlijke Producten
- Chemische & Biochemische Procestechnologie en -regeling (BioTeC)
- Laboratorium voor Lichttechnologie
- Energie & Automatisering (E&A)
- Draadloze en Mobiele Communicatie (DRAMCO)
- Combinatorische optimalisatie en beslissingsondersteuning (CODeS)
- Mobility and Security (MSec)
- Mechanica van Materialen, Producten en Processen (MeM2P)
- Mechanica en Sturing van Aandrijfsystemen (MeSA)